# Lista över ledamöter av Sveriges riksdags andra kammare 1941–1944
Ledamöter av Sveriges riksdags andra kammare 1941–1944. Kammarens sammansättning baserad på valresultatet vid valet 1940.

## Stockholms stad
- Erik Nylander, direktör, h
- Otto Holmdahl, generaldirektör, h, f. 1881
- Gösta Bagge, partiledare, statsråd, h
- Gustaf Arnemark, järnvägstjänsteman, h, f. 1888
- Ebon Andersson, fil. lic., bibliotekarie, h
- Torsten Henriksson, direktör, h
- John Bergvall, direktör, fp, f. 1892
- Kerstin Hesselgren, f.d. yrkesinspektris, fp
- Thorwald Bergquist, statsråd, fp (1941–1942)
  - ersatt av: Hanna Rydh (1943–1944)
- Ernst Eriksson, förste kontorist i Riksgäldsfullmäktige, s
- Per Albin Hansson, statsminister, s
- Karl Kilbom, chefredaktör Folkets Dagblad Politiken, s
- Ruth Gustafson, redaktör, s
- Frans Severin, tf statssekreterare, s
- Sigvard Cruse, förbundsordförande, s
- Carl Lindberg, ombudsman, s
- Disa Västberg, förbundsordförande, s
- Seth Molander, revisor, s
- Sigrid Ekendahl, ombudsman, s
- Torsten Nilsson, partisekreterare SAP, s
- Set Persson, redaktör, k

## Stockholms län
- Edvard Thorell, sågverksägare, h
- Emanuel Birke, grosshandlare, h
- Otto Wallén, lantbrukare, bf
- Gustav Mosesson, rektor, fp
- Martin Andersson i Igelboda, snickare, s
- Allan Andersson, småbrukare, s
- Eskil Eriksson, lantbrukssmed, s
- Adolf Wallentheim, sekreterare, s
- Arthur Sköldin, ackvisitör, s
- Sven Hedqvist, metallarbetare, s k

## Uppsala län
- Einar Sjögren, lantbruksskolföreståndare, h, f. 1887
- Karl Emil Hansson, lantbrukare, bf
- Vilhelm Lundstedt, professor civilrätt, s
- John Lundberg, ombudsman SAP, s
- Einar Jonsson, fabriksarbetare, s

## Södermanlands län
- Stig Janson, agronom, h
- Johan Nilson, predikant Svenska Missionsförbundet, fp
- Conrad Jonsson, redaktör, s
- Erik Lundbom, lantbrukare, s
- Gustaf Larsson, sågverksarbetare, s
- Ellen Svedberg, s
- Gustaf Andersson, direktör sjukkassa, s

## Östergötlands län
- Martin Skoglund, lantbrukare, h
- Martin Ljungberg, civilingenjör, h
- Karl Allan Westman, lantbrukare, bf
- Elof Ericsson, disponent, fp
- Karl Ward, chefredaktör Östergötlands Folkblad, s
- Albert Hermansson, ombudsman, s
- Karl Falk, torpare, s
- Elsa Johansson, väverska, s
- Carl Hoppe, kontraktsprost, s
- Fridolf Thapper, metallarbetare, s
- Rolf Edberg, redaktör, s

## Jönköpings län
- Torgil von Seth, greve, fideikommissarie, h
- Gustav Andersson i Löbbo, hemmansägare, bf (till 1942)
- John Pettersson, lantbrukare, bf
- Oscar Carlström, lantbrukare, fp
- Oscar Dahlbäck, borgmästare, fp, f. 1886
- Erik Fast, möbelsnickare, s
- Abel Andersson, lantbrukare, s
- Edvin Gustafsson, banvakt, s f. 1888
- Martin Forsberg, journalist, s

## Kronobergs län
- Oscar Nolin, lantbrukare, h
- Hjalmar Svensson, lantbrukare, bf
- Victor Mattsson, hemmansägare, bf
- Hjalmar Gustafson, lantbrukare, s
- Gustaf Rosander, direktör, s
- Fritz Persson, ombudsman SAP, s

## Kalmar län
- Torsten Waldemar Lundell, kapten, h, f. 1889
- Birger Andersson, lantbrukare, h, f. 1909
- Emil Gustafson, lantbrukare, bf
- Arvid Jonsson, lantbrukare, bf
- Lars Lindén, folkskollärare, s, f. 1898
- Einar Johansson, snickare, s
- Gustav Holm, lantarbetare, s
- Sigvard Ohlsson, murare, s

## Gotlands län
- Gustaf Svedman, redaktör Gotlänningen, h
- Theodor Gardell, hemmansägare, bf
- Karl Söderdahl, snickare, s

## Blekinge län
- Björn Frithiofsson Holmgren, kommendörkapten, h
- Per Johnsson, lantbrukare, fp
- Algot Törnkvist, chefredaktör Blekinge Folkblad, s
- Elof Hällgren, möbelsnickare, s
- Hugo Witzell, folkskollärare, s

## Kristianstads län
- Arvid Karlsson, lantbrukare, h
- Nestor Hammarlund, lantbrukare, bf
- Sam Norup, lantbrukare, bf
- Ragnar Barnekow, greve, godsägare, fp
- Anton Björklund, f.d. vagnsreparatör, s
- Ola Isacsson, kvarnarbetare, s
- Alfred Andersson i Munka-Ljungby, tegelbruksarbetare, s
- Blenda Björck, sömmerska, s
- Thorvald Ekdahl, folkskollärare, s

## Fyrstadskretsen
- Erik Hagberg, chefredaktör Skånska Aftonbladet, h
- Sven Lundberg, direktör, h, f. 1889
- Åke Wiberg, advokat, h
- Allan Vougt, chefredaktör Arbetet, s
- Karl Bergström, chefredaktör Skånska Socialdemokraten, s
- Olof Andersson i Malmö, ombudsman SAP, s
- Tage Erlander, fil. kand., s
- Eric Bladh, folkskollärare, s
- Karl Nilsson, vaktmästare, s
- Ebon Andersson i Malmö, bibliotekarie, s

## Malmöhus län
- Gösta Liedberg, godsägare, h
- Axel Pehrsson-Bramstorp, statsråd, partiledare, bf
- Gillis Olsson i Kullenbergstorp, lantbrukare, bf
- Alfred Nilsson, lantbrukare, fp
- Per Edvin Sköld, försvarsminister, s
- Anders Paulsen, lantbrukare, s
- Olivia Nordgren, pensionssakkunnig, s
- Axel Landgren, fjärdingsman, s
- Hans Levin, fiskare, s

## Hallands län
- Gustav Nilsson, godsägare, h
- Anders Pettersson, lantbrukare, bf
- Hjalmar Nilson, hemmansägare, bf
- Axel Lindqvist, f.d. glasslipare, s
- Anders Andersson, snickare, s, f. 1878

## Göteborgs stad
- Erik Olson, direktör, h
- Ivar Sefve, rektor Göteborgs realläroverk, h
- Bertil von Friesen, fp
- Ernst Wigforss, lektor, s
- Olof Nilsson i Göteborg, trafikförman, s, f. 1896
- Abel Sundberg, kontorist, s
- Märta Öberg, kassörska, s
- Sven Andersson, ombudsman, s
- Sven Lundgren, förbundsordförande, s
- Knut Senander, tulltjänsteman, k

## Bohuslän
- Ernst Staxäng (före 1939 Olsson), lantbrukare, h
- Carl Olof Carlsson, lantbrukare, bf
- Waldemar Svensson, agronom, fp
- Wiktor Mårtensson, överrevisor, s
- Gustaf Karlsson, redaktör, s, f. 1889 (gick till första kammaren 1941)
- Erik Johansson, fiskare, s
- Gösta Andersson, pappersbruksarbetare, s

## Älvsborgs län

### Norra valkretsen
- James Dickson, godsägare, h
- Axel Hansson i Rubbestad, lantbrukare, bf
- August Danielsson, lantbrukare, fp
- Carl Petrus Olsson, banvakt, s
- Patrik Svensson, boktryckare, s
- Erik Larsson, lantbrukare, s, f. 1898

### Södra valkretsen
- David Larsson i Sätila, lantbrukare, h, f. 1875
- Alarik Hagård, lasarettsyssloman, h
- Arthur Ryberg, lantbrukare, bf
- John Ericsson i Kinna, textilarbetare, s
- Einar Andersson, lantbrukare, s

## Skaraborgs län
- Karl Magnusson, ledamot i riksgäldsfullmäktige, h
- Folke Kyling, folkskollärare, h
- Gustav Hallagård (tidigare Johanson), lantbrukare, bf
- Aron Gustafsson, lantbrukare, bf
- Oscar Malmborg, folkskollärare, fp
- Johan Persson, tändsticksarbetare, s
- Axel Fält, småbrukare, s
- Walter Sundström, folkskollärare, s
- Signe Linderoth-Andersson, s

## Värmlands län
- Albert Larsson, direktör, h
- Oscar Werner, lantbrukare, bf
- Gerard de Geer, disponent, fp
- Carl Björling, fanjunkare, fp
- Harald Hallén, prost, s
- Herman Nordström, träarbetare, s
- Gustaf Nilsson, redaktör, s
- Emil Andersson, hemmansägare, s
- August Spångberg, järnvägsman, s
- Hildur Humla, s

## Örebro län
- Gunnar Persson i Falla, lantbrukare, h
- Ivar Pettersson, lantbrukare, bf
- Ernst Åqvist, direktör, fp, f. 1875
- Lars Lindahl, reparatör, s
- Göran Pettersson, metallarbetare, s
- Erik Brandt, pappersbruksarbetare, s
- Axel Jansson, brädgårdsarbetare, s, f. 1889
- Göta Rosén, barnavårdsombud, s (till 1942)

## Västmanlands län
- Rikard Westerdahl, godsägare Kusta gård, h
- Sven Andersson i Vigelsbo, lantbrukare, bf
- Emil Olovson, redaktör Västmanlands Folkblad, s
- Bertil Andersson, lantarbetare, s
- David Gustavson, ombudsman SAP, s
- Elin Eriksson, s

## Kopparbergs län
- Birger Gezelius, advokat, h
- Jones Erik Andersson, hemmansägare, bf
- Gustaf Andersson, lantbrukare, fp
- Gustaf Pettersson (från 1945 Hellbacken), lantbrukare, s
- Evald Ericsson, småbrukare, s
- Fredrik Sundström, gjutare, s
- Verner Karlsson, gruvarbetare, s
- Hildur Alvén, s
- Arvid Hallberg, redaktör, s

## Gävleborgs län
- Jonas Eriksson, lantbrukare, h
- Per Persson i Norrby, lantbrukare, bf
- Anders Hilding, hemmansägare, fp
- August Sävström, ombudsman, s
- Adolv Olsson, redaktör, s
- Per Persson i Undersvik, Järvsö, hemmansägare, s
- Sigurd Lindholm, järnsvarvare, s
- Karl Evald Magnusson i Näsviken, fabriksarbetare, s
- Hildur Nygren, folkskollärarinna, s
- Jon Jonsson i Fjäle, hemmansägare, s, f. 1892

## Västernorrlands län
- Brynolf Stattin, lantbrukare, h
- Gerhard Strindlund, hemmansägare, bf
- Ivar Österström, redaktör, fp, f. 1887
- Helmer Molander, ombudsman SAP, s
- Ernst Berg, ombudsman SAP, s
- Erik Norén, lantbrukare, s
- Lars Jonsson, skogsarbetare, s
- Karl Mäler, chefredaktör Nya Norrland, s
- Hulda Skoglund-Lindblom, s
- John Andersson, svarvare, s, f. 1894

## Jämtlands län
- Samuel Hedlund, sekreterare, h
- Verner Hedlund, fattigvårdskonsulent, s
- Nils Larsson i Östersund, folkskollärare, s
- Sigfrid Jonsson, skogsarbetare, s
- Anna Lindqvist-Pettersson, kassörska, s

## Västerbottens län
- Ewald Lindmark, hemmansägare, h, f. 1885
- Eric Hansson, lantbrukare, h, f. 1880
- Evert Sandberg, hemmansägare, fp
- Andreas Nilsson i Norrlångträsk, handlande, fp, f. 1883
- Elof Lindberg, redaktör (Västerbottens Folkblad), s
- Uddo Jacobson, handlande, s
- Gösta Skoglund, folkskollärare, s

## Norrbottens län
- Emil Petersson i Gäddvik, hemmansägare, h
- Lars Andersson, hemmansägare, bf
- Ernst Hage, distriktskamrer, s
- Oscar Lövgren, chefredaktör Norrländska Socialdemokraten, s
- Karl Viklund, folkskollärare, s
- Olof Gavelin, gruvarbetare, s
- Ivar Jansson, folkskollärare, s
- Hilding Hagberg, redaktör Norrskensflamman, k